# Nikolas Nartey
Nikolas Terkelsen Nartey (* 22. Februar 2000 in Bagsværd, Gladsaxe Kommune) ist ein dänischer Fußballspieler. Er steht beim VfB Stuttgart unter Vertrag und ist dänischer Junioren-Nationalspieler.

## Vereinskarriere

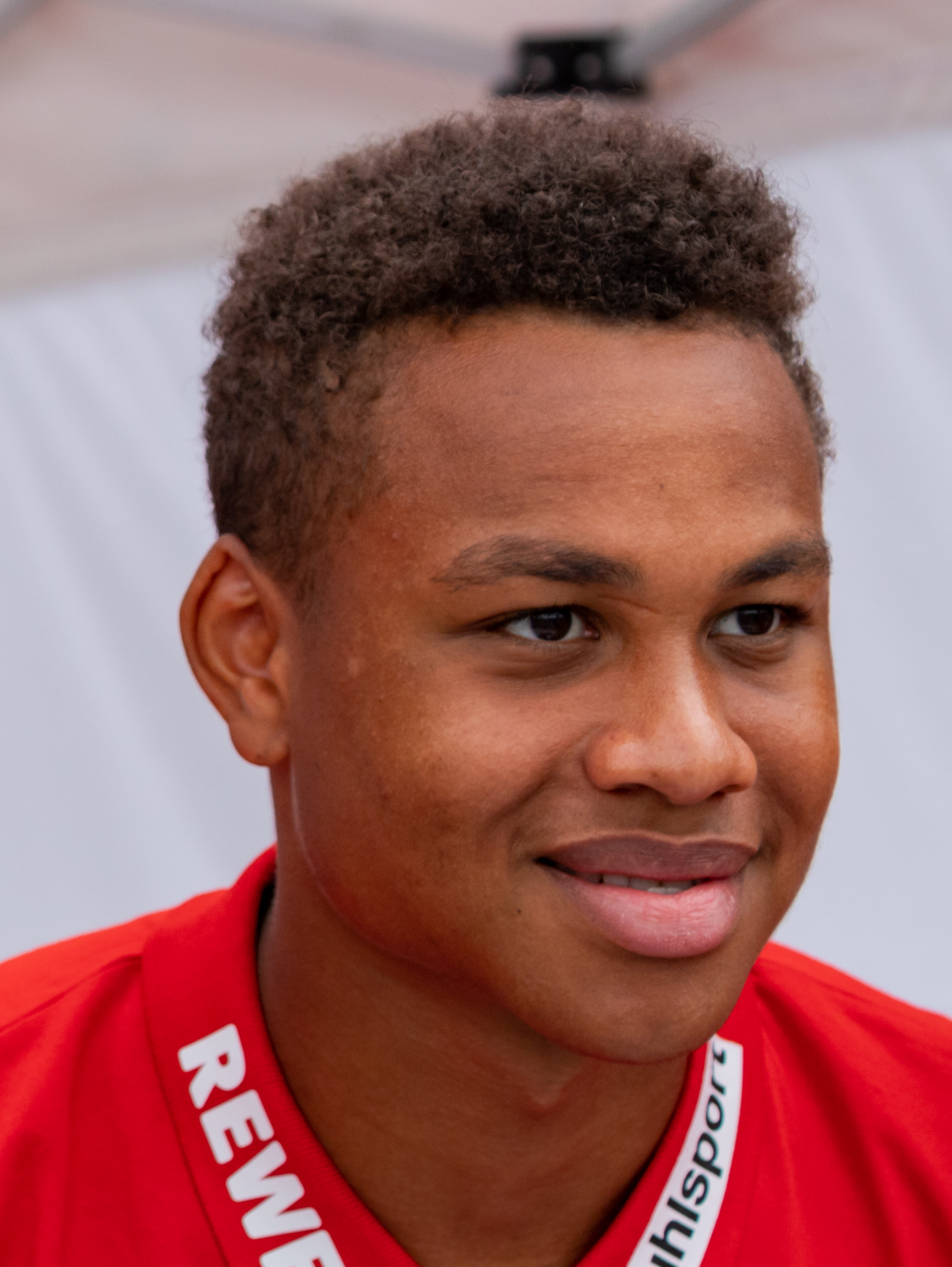
Nikolas Nartey beim 1. FC Köln (2018)

Der in Bagsværd in der Gladsaxe Kommune im Großraum Kopenhagen als Sohn eines Ghanaers und einer Dänin geborene Nartey trat im Alter von acht Jahren der Jugend des AB Gladsaxe bei und wechselte 2012 in das Nachwuchsleistungszentrum (School of Excellence) des FC Kopenhagen. Mit der U19 des FC Kopenhagen spielte Nartey fünfmal in der UEFA Youth League, stieg zum dänischen Juniorennationalspieler auf und weckte das Interesse ausländischer Vereine.

### 1. FC Köln
Im Februar 2017 wechselte Nartey nach Deutschland in das Nachwuchsleistungszentrum des Bundesligisten 1. FC Köln. Bis April 2017 durfte er nicht für die Kölner auflaufen, da die Unterlagen für seinen Transfer fehlerhaft übermittelt worden waren. Der Internationale Sportgerichtshof (CAS) erteilte ihm schließlich die Spielberechtigung. Am 24. April 2017 gab er bei der 1:3-Niederlage gegen Rot-Weiss Essen in der Regionalliga West, der vierthöchsten deutschen Spielklasse, sein Debüt für die zweite Mannschaft. Nartey kam zu insgesamt vier Einsätzen und beendete die Saison auf dem sechsten Tabellenplatz.
Zur Saison 2017/18 rückte er in den Profikader auf und gab am 26. November 2017 sein Profidebüt in der Bundesliga-Partie gegen Hertha BSC (0:2), als er in der 84. Minute für Matthias Lehmann eingewechselt wurde. Vorwiegend kam Nartey in den folgenden beiden Jahren weiterhin für die zweite Mannschaft der Kölner zum Einsatz. Im Frühjahr 2018 spielte er zudem sechsmal (zwei Tore) für die A-Junioren (U19) in der A-Junioren-Bundesliga.

### VfB Stuttgart und Leihen
Am 29. August 2019 wechselte der Däne zum VfB Stuttgart. Er unterzeichnete bei den Schwaben einen bis Juni 2023 gültigen Vertrag und wurde umgehend bis zum Ende der Saison 2019/20 an den Drittligisten Hansa Rostock ausgeliehen. Nach zwei Einwechslungen und einem Einsatz über die volle Spielzeit unter Jens Härtel stand Nartey ab dem 11. Spieltag sechsmal hintereinander in der Startelf. Am 16. Spieltag Ende November musste er jedoch aufgrund eines Innenbandrisses im rechten Sprunggelenk ausgewechselt werden. Nartey verpasste neun Spiele und stand Anfang März am 26. Spieltag wieder in der Startelf. Nach einem weiteren Einsatz über 90 Minuten wurde die Spielzeit aufgrund der COVID-19-Pandemie für rund zweieinhalb Monate unterbrochen. Auch nach der Wiederaufnahme des Spielbetriebs gehörte Nartey der ersten Elf an, musste aber am 30. Spieltag erneut verletzt ausgewechselt werden. Aufgrund einer Oberschenkelverletzung verpasste der Mittelfeldspieler die kommenden zwei Spiele. Insgesamt kam Nartey auf 19 Drittligaeinsätze (15-mal von Beginn), in denen er ein Tor erzielte.
Zur Saison 2020/21 wurde Nartey an den Zweitligisten SV Sandhausen weiterverliehen. Zur Saison 2021/22 kehrte er zum VfB Stuttgart zurück. Nach einem im August 2023 diagnostizierten Knorpelschaden im Knie fiel Nartey lange aus und stand in der Saison 2023/24, in der die Stuttgarter hinter Bayer 04 Leverkusen überraschend Vizemeister wurden, kein einziges Mal im Spieltagskader.

## Nationalmannschaft
Für dänische Nachwuchsauswahlen kommt Nartey seit 2015 regelmäßig zum Einsatz. In den Altersstufen U16 bis U19 bestritt er insgesamt 25 Länderspiele und erzielte dabei sechs Tore. Sowohl mit der U17 (EM 2017) als auch mit der U19 (EM 2019) verpasste er die Qualifikation für die jeweiligen EM-Endrunden.

## Titel
- Deutscher Pokalsieger: 2025 (VfB Stuttgart)
- Meister der 2. Bundesliga und Aufstieg in die Bundesliga: 2019 (1. FC Köln)